# Тептярги
Тептярги — озеро на правом берегу Течи в Челябинской области России, располагается около деревни Дербишева в Аргаяшском районе. Площадь поверхности — 7,68 км². Высота над уровнем моря — 217,4 м. Пополняется атмосферными осадками, поверхностного стока не имеет.
В прибрежных водах заросли тростника и камыша. Окружено перелесками, юго-восточные берега заболочены. К озеру проложено несколько грунтовых подъездов.
Код в ГВР — 14010500711111200007770.
С 2016 года используется для рыбоводства ООО «Аргаяшское рыбоводное хозяйство», срок договора до ноября 2031 года.
Озеро Тептярги рассматривается в качестве перспективного объекта для создания на его базе ООПТ регионального значения.